# 比藏瓦勒战役 (1870年)
比藏瓦勒战役 （法語：Bataille de Buzenval），也称第一次比藏瓦勒战役或瓦莱里之战，是1870年10月21日普法战争期间，法国被围困在巴黎的部队试图在吕埃-马尔迈松方向突破德军包围的一场战役。
1870年9月19日，法国首都巴黎被北德意志邦聯的军队围困后，在巴黎总司令路易·朱爾·特羅胥的命令下，由奥古斯特·亚历山大·迪克罗率领的巴黎法军从吕埃-马尔迈松突围。
在巴黎以西两公里的瓦莱里堡垒位于塞纳河一角的皮托和敘雷訥上方，是巴黎内部要塞防御线中最重要的堡垒。该堡垒是一个星形要塞，带有大约400米长的多边形边。此外，堡垒还配备了21厘米的海军炮，由于其较高的位置，法军因此可以从此处进行准备和火炮支援。
1870年10月21日下午1点，法军炮兵营共有40支野战炮对着比藏瓦勒，马尔迈松，琼谢尔和布日瓦勒的普军阵地发动了进攻。法军在绕过马尔迈松（Malmaison），从圣屈屈法（Saint-Cucufa）树林的西部高地推进，但普鲁士军队的主要阵地仍然牢牢地挡在法军的面前。一段时间后，法军也得到了塞纳河另一侧的四个炮兵营的火炮的支援。尽管普军有着巨大的优势，但普鲁士设在凡尔赛的司令部还是对法军的攻势感到震惊，并由威廉一世王储指挥普军的防御。 
大约下午5点左右，法军的进攻遭到普鲁士军队的坚决抵抗，不得不撤回到瓦莱里堡垒的保护下。法国人损失了443名士兵和两门野战炮，德国人的损失被描述为低，死亡和伤亡人数尚未确定。但是，威廉一世在日记中写道，约四名（后来六名）军官被打死，三百人受伤。

## 相关战役
- 比藏瓦勒战役 (1871年)

## 备注
1. ↑  位于巴黎比藏瓦勒站附近一带